# 이대근, 이댁은
이대근, 이댁은은 2007년 공개된 대한민국의 영화인데 이대근의 이름을 딴 영화였다.

## 배역
- 이대근 : 이대근 역
- 이두일 : 장남 역
- 정경순 : 며느리 역
- 박철민 : 사위 역
- 안선영 : 딸 역
- 박원상 : 흥신소 업자 역